# Rue de la Main-d'Or
La rue de la Main-d'Or est une voie située dans le quartier Sainte-Marguerite du 11e arrondissement de Paris, en France.

## Situation et accès

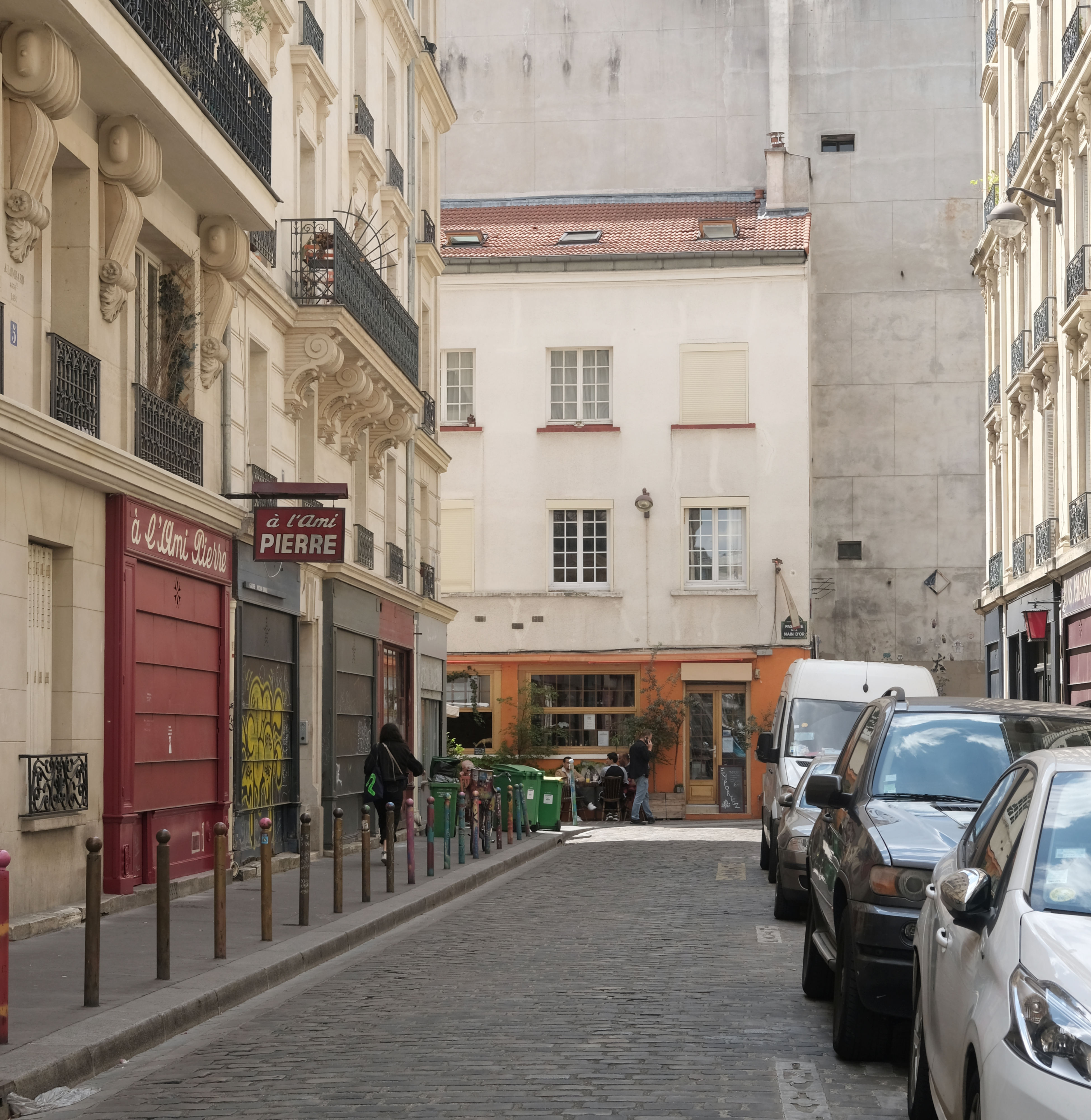
Autre vue de la rue de la Main-d'Or (2020).

La rue de la Main-d'Or est une courte voie reliant la rue Trousseau au passage de la Main-d'Or. 

## Origine du nom
Le passage tire son nom de l'enseigne d'une auberge qui se trouvait dans le passage de la Main-d'Or.

## Historique
La voie est ouverte en 1893 par un certain Carnaud entre le passage homonyme et la rue Trousseau. Elle est classée dans la voirie de Paris par arrêté du 14 janvier 1933.